# Карашаускас, Юрий
Юрий Карашаускас (лат. Juris Karašausks; 18 января 1970) — советский и латвийский футболист, выступал за сборную Латвии. Отец Артура Карашаускаса.

## Биография

### Клубная карьера
Воспитанник рижского футбола. Профессиональную карьеру начинал ещё в СССР, сыграв в 1988 году 13 матчей во второй лиге за РШВСМ-РАФ и 4 матча в первой лиге за рижскую «Даугаву». Затем, несколько лет выступал на любительском уровне. С 1992 года играл в высшей лиге независимой Латвии, сменил 5 команд и в сумме провёл 185 матчей и забил 51 гол в высшей лиге. Завершил карьеру в 2000 году.

### Карьера в сборной
За сборную Латвии дебютировал 6 сентября 1995 года в матче отборочного этапа чемпионата Европы 1996 против сборной Лихтенштейна (1:0), в котором вышел на замену на 74-й минуте вместо Владимира Бабичева. В 1996-98 годах сыграл за сборную ещё 5 матчей: 2 товарищеских и 3 в рамках Кубка Балтии.

## Достижения
«Рига»
- Обладатель Кубка Латвии: 1999